# باتريس ريو
باتريس ريو (بالفرنسية: Patrice Rio)‏ (مواليد 15 أغسطس 1948) هو لاعب كرة قدم. يلعب مع منتخب فرنسا لكرة القدم. سبق له أن لعب في كأس العالم لكرة القدم مع منتخب بلاده.

## روابط خارجية
- باتريس ريو على موقع الاتحاد الدولي (مؤرشف)  (الإنجليزية)
- باتريس ريو على موقع قاعدة بيانات كرة القدم.إي يو (الإنجليزية)
- باتريس ريو على موقع ليكيب (الفرنسية)
- باتريس ريو على موقع ناشيونال فوتبول تيمز (الإنجليزية)
- باتريس ريو على موقع عالم كرة القدم.نت (الإنجليزية)